# Karl Graeser (Verleger)
Karl Graeser (* 5. Februar 1849 in Mediasch, Siebenbürgen; † 22. August 1899) war ein österreichischer Verleger.
Er begann 1862 seine Buchdruckerlehre bei Samuel Filtsch in Hermannstadt, ging dann nach Wien und 1869 nach Olmütz zu Verleger Eduard Hölzel, dessen Schwiegersohn er 1875 wurde. 
1877 erwarb er in Wien den Verlag der Firma Sallmayer & Co. und gründete sein eigenes Verlagsgeschäft. Er gab überwiegend Schulbücher und gewerbliche und kunstgewerbliche Literatur heraus. 
Für sein Wirken im Verein der Österreich-ungarischen Buchhändler und der Wiener Korporation wurde er zum Kaiserlichen Rat ernannt.
Nach seinem Tod führte seine Witwe mit dem B. G. Teubner Verlag in Leipzig das Unternehmen unter Carl Graeser & Co. fort. Seine gesamten Bestände an siebenbürgischen Büchern wurden von Wilhelm Johann Krafft nach Hermannstadt gebracht,